# Pico-Reef

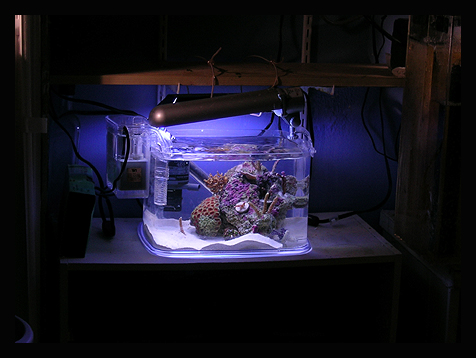
Un Picoreef

Il Pico-Reef (o Picoreef) è un acquario di barriera, un tipo di Nanoreef con un litraggio di limitatissime dimensioni (inferiore a 20 litri).
In linea di massima non sono molto diversi da grossi acquari di barriera, dimensioni a parte, se non per quanto riguarda i sistemi di filtraggio e le caratteristiche dei suoi abitanti.

All'interno dei picoreef solitamente sono ospitati pochissimi animali scelti tra quelli che si adattano meglio a situazioni di spazio ristretto, di nulla riproduzione, che non necessitano di somministrazioni di mangime, vivendo per lo più di luce. Il filtraggio è esclusivamente di tipo biologico e come substrato per i batteri vengono sfruttate tutte le superfici, sia delle rocce che della sabbia sul fondo.

## Strutturazione
L'equilibrio biologico di queste vasche è precario ed instabile, date le ridotte dimensioni; qualsiasi errore o trascuratezza porta in breve tempo a situazioni difficili da gestire. Le sostituzioni periodiche d'acqua sono frequenti, ed è preferibile usare acqua distillata per la sua preparazione, così come per reintegrare l'acqua evaporata.

Sicuramente meno costoso e meno impegnativo di un grosso acquario di barriera, dà egualmente grosse soddisfazioni.

## Allestimento
Tecnicamente la differenza tra un nanoreef  e un  picoreef  è sostanziale.

Nel primo si possono utilizzare alcuni accessori che per un discorso di ingombro, non sono possibili nei picoreef, ed in secondo luogo data l'instabilità generale del piccolo sistema, non sarà possibile inserire alcun pesce in vasca ma ci si limiterà ad un bel corallo ed eventualmente qualche altro piccolo invertebrato.
La gestione consona alla filosofia dei picoreefer è quella naturale, metodo che prevede l'inserimento di una roccia viva di buonissima qualità adatta alla dimensione ed il litraggio. La sabbia potrà essere inserita solo in seguito e comunque un sottile strato, in maturazione essa può essere infatti causa di inquinamento.
Come accessori, solo un riscaldatore e una pompa di movimento, ed ovviamente la cosa più importante un buon sistema di illuminazione, ricordandosi che la luce è la fonte di vita più importante per gli acquari di barriera.